# ターザン (1999年の映画)
『ターザン』（Tarzan）は、1999年に公開されたウォルト・ディズニー・カンパニー製作のアニメーション映画のタイトル、及び主人公の名称。エドガー・ライス・バローズの小説『ターザン』を元に製作された。日本では、ディズニー長編アニメーションとしては最後のレーザーディスク版発売作品となった。

## ストーリー
両親を凶暴な豹のサボーに殺され、アフリカのジャングルに残されていた人間の赤ん坊。その赤ん坊を助けた雌のゴリラのカーラは、その子をターザンと名づけて大切に育てる。ターザンが種族や能力の違いで仲間のゴリラから孤立し傷ついていても、カーラはそっと励ました。
ターザンはお調子者の雌のゴリラのタークや、臆病な象のタントーと仲良くなり、ジャングルで生き残る術を身につけながら、どんなゴリラにも負けない身体能力と強さを持つ立派な青年に成長する。
そんな中、ジャングルに鋭い銃声が響き渡る。ターザンは初めて自分と同じ「人間」の女性、ジェーンと出会った。イギリスからゴリラの研究に来たジェーンと、その父親の探検家アルキメデス・ポーター教授はターザンに興味を持ち、ターザンも自分の知らない新しい世界がある事を知る。

## 登場キャラクター
ターザン（Tarzan）
本作の主人公。生まれて間もなく、アフリカのジャングルで人間の両親をサボーに殺され、カーラにゴリラの子供として育てられた。父と慕うカーチャックに息子と認められず寂しい想いをしながらも、母カーラの愛情を受けてジャングルを駆け巡り、素直でたくましい青年に成長した。自分がジャングルのどんな生き物とも違うことを気にしており、初めて出会った人間のジェーンに興味を持つ。
カーラに連れられて人間の両親と暮らした家に行き、両親と赤ん坊の頃の自分が写っている写真を見て自分の出生を初めて知る。
ジェーン・ポーター（Jane Porter）
本作のヒロイン。父のポーター教授とイギリスからアフリカのゴリラの研究に来た。一見すると美しい貴婦人だが、人懐っこくひょうきんな性格。絵が得意で、父と同じように動物好き。ジャングルでヒヒの群れに襲われたところをターザンに救われ、彼に人間の言葉や文化を教える。まっすぐで心優しい彼に次第に惹かれていった結果、イギリスへ帰らずにジャングルに残った。
カーラ（Kala）
ターザンを育てたメスゴリラ。ターザンの良き理解者であり、育ての母。
幼い息子をサボーに殺されて傷心の中、赤ん坊の泣き声を聞きつけて見つけた木の家でターザンと出会い、身を挺してサボーから守り抜いた。夫カーチャックの反対を押し切り、ターザンをわが子として育て、実の息子を失った悲しみを乗り越えていく。
アルキメデス・ポーター教授（Professor Archimedes Q. Porter）
ジェーンの父で探検家。人懐っこく茶目っ気たっぷりな人柄からか動物達にも自然に馴染める、娘想いの好々爺。イギリス行きの船の船長には「ポーター親子はジャングルで行方不明になった事にするように」と伝え、娘と共にジャングルに残った。
カーチャック（Kerchak）
ジャングルのゴリラの群れのリーダーで、カーラの夫。屈強なオスゴリラ。カーラとの間に生まれた息子をサボーに殺された辛い過去がある。種族の違うターザンをなかなか息子と認めようとしなかったが、クレイトンに銃で撃たれ、ターザンを息子と認めて「みんなを守れ」と言い残し、安らかに力尽きた。
ターク（Terk）
ターザンの親友のメスゴリラ。幼い頃は人間のターザンをからかって仲間外れにしていたが、仲間想いでまっすぐなターザンの行動に考えを改め、一番の親友となる。若いゴリラ達のリーダー的な存在。
タントー（Tantor）
ターザンの親友の象。体は大きいが臆病者で、「ピラニアに襲われるから」という理由で水を怖がり、象の毛を狙うターザンをピラニアと見間違える。ターザンと過ごして行く中で勇敢に成長していく。
サボー（Sabor）
本作のディズニー・ヴィランズ。ジャングルに住む凶暴な豹。ターザンの実の両親やカーチャックとカーラの息子の命を奪った、ターザン達にとって家族の仇と言うべき存在。
ターザンの実の両親を食い殺した後、カーラと当時赤ん坊だったターザンに襲いかかるが、そのまま取り逃がしてしまう。後に成長したターザンと壮絶な闘いを繰り広げ、その激闘の末に死亡。
ウイリアム・セシル・クレイトン（William Cecil Clayton）
もう一人のディズニー・ヴィランズ。
ポーター教授にボディガードとして同行したハンター。憎めないところもあるが、生粋のハンティングマニアで、動物や自然に対する情は一切持ち合わせていない。
実は旅に同行した真の目的はゴリラを生け捕りにし、ヨーロッパで1頭300ポンドで売り飛ばすことであった。最期はターザンと一騎討ちになった際、彼に木のツタで動きを封じられるも、抵抗してむやみに鉈でツタを切ったことにより木から落下、ターザンの忠告も聞かずに暴れた結果、ツタが首に絡まり縊死する。
ジョン・クレイトン、アリス・クレイトン
ターザンの実の父親と母親。イギリスの貴族。嵐によって炎上した船から降り、身を挺して当時赤ん坊だった息子のターザンを守った。ジャングルに漂着した後、ターザンが気に入ったとある大木に家を建てて家族一緒に暮らしていたが、幼い息子を残したままサボーに食い殺されてしまった。
カーチャックとカーラの子供
カーチャックとカーラの間に生まれた息子。夜更かしして見つけたカエルを追いかけていた際にサボーに遭遇し必死で逃げるが、非情にも両親の目の前で食い殺されてしまった。

## キャスト
| 役名                           | 俳優                                         | 日本語吹替                   |
| ------------------------------ | -------------------------------------------- | ---------------------------- |
| ターザン                       | トニー・ゴールドウィン                       | 金城武                       |
| ジェーン・ポーター             | ミニー・ドライヴァー                         | すずきまゆみ                 |
| カーラ                         | グレン・クローズ                             | 藤田淑子                     |
| ターク                         | ロージー・オドネル                           | 土居裕子                     |
| ウイリアム・セシル・クレイトン | ブライアン・ブレスド                         | 銀河万丈                     |
| アルキメデス・ポーター教授     | ナイジェル・ホーソーン                       | 大木民夫                     |
| カーチャック                   | ランス・ヘンリクセン                         | 内海賢二                     |
| タントー                       | ウェイン・ナイト                             | 玄田哲章                     |
| 少年タントー                   | テイラー・テンプシー                         | 山下夏生                     |
| 5歳のターザン                  | アレックス・D・リンツ ブライアン・シッダール | 北尾亘                       |
| フリント                       | エリック・フォン・デットン                   | 岩永哲哉                     |
| ムンゴ                         | ジェイソン・マースデン                       | 桜井敏治                     |
| タークのママ                   |                                              | 服部幸子                     |
| タントーのママ                 | エイプリル・ウィンチェル                     | 定岡小百合                   |
| 船長                           |                                              | 岩田安生                     |
| 雌ゴリラ                       |                                              | 児玉孝子 小野美幸 山川亜弥   |
| 雄ゴリラ                       |                                              | 遠藤純一 樫井笙人            |
| 雄ゾウ                         |                                              | 宝亀克寿 田原アルノ 塩屋浩三 |
| カーラとカーチャックの子供     | フランク・ウェルカー                         | 原語版流用                   |
| ヒヒ                           | ディー・ブラッドリー・ベイカー               | 原語版流用                   |
| ヒヒの子供                     | ダニー・マン                                 | 原語版流用                   |

## 主題歌
You'll Be in My Heart
フィル・コリンズ（オリジナル版）
You'll Be in My Heart
Marsa Sakamoto（坂本昌行（20th Century））（日本語吹き替え版）
なお、劇中歌もオリジナル版ではコリンズ、日本語吹き替え版では坂本が担当している。ディズニー映画の主題歌をジャニーズ事務所所属者が担当するのはこれが最初で最後である。

## 備考
- 従来のターザンと違い、本作のターザンは樹の幹を軽やかに滑っていくアクションがある。スノーボードをモデルにしている事が『ムーラン』のVHSに収録されたメイキング・オブで語られた。
- 『美女と野獣』に登場するポット夫人とチップがゲスト出演している。
- イギリスの歌手フィル・コリンズは、主題歌と挿入歌を英語のほかフランス語、ドイツ語、イタリア語、スペイン語の吹き替え版も収録した。
- 続編は『ターザン&ジェーン』（2002年）と『ターザン2』(2005年)。日本ではいずれとも同時に本作のDVDがリリースされた。テレビシリーズは『ターザンの伝説』。DVD『ディズニー・ヒーローズ ヒーローへの道』(2005年)にもヘラクレスと一緒に収録された。
- ディズニー・ルネサンスと呼ばれた黄金期は今作をもって終了したとされ、その後はCGアニメーションの普及と作品質の急低下により、経営的にも迷走を始める。

## 続編
- ターザン&ジェーン - 本作の続編のOVA。
- ターザン2 - ターザンの幼少期を描いたOVA。
- ターザン (TVシリーズ) - 本作のTVアニメシリーズ。

## ゲーム
- ターザン フリーライド（ターザンフリーライド株式会社、PlayStation 2用ソフト）
- Disney's Tarzan（コナミ、PlayStation、ゲームボーイ用ソフト）
- キングダム ハーツ（スクウェア・エニックス、PlayStation 2用ソフト） - 本作をモデルとした舞台「ディープジャングル」に、キャラクターが登場する。

## ディズニーパーク

### アトラクション
ターザンのツリーハウス
ディズニーランドに元々存在した「スイスファミリー・ツリーハウス」を、テーマをターザンに変更して1999年6月13日にリニューアルオープン。後にオープンした香港ディズニーランドでは、ジャングル・リバー・クルーズの航路を渡った先に「ターザンのツリーハウス」が作られている。その為、ツリーハウスまで渡る専用のいかだが用意されている。

### エンターテインメント
ターザン・エンカウンター
ディズニーランド・パリのフロンティアランドにある「チャパラル・シアター」で、夏季のみ行われるターザンのショー。